# Uloborus diversus
Espèce
Synonymes
- Uloborus albineus Marx, 1898
- Uloborus californicus Banks, 1904
- Uloborus utahensis Chamberlin, 1919
- Uloborus crepidinis Chamberlin, 1924
- Uloborus saphes Chamberlin, 1924

Uloborus diversus est une espèce d'araignées aranéomorphes de la famille des Uloboridae.

## Distribution
Cette espèce se rencontre aux États-Unis en Oregon, en Californie, au Nevada, en Utah et en Arizona et au Mexique,.

## Publication originale
- Banks, 1898 : Arachnida from Baja California and other parts of Mexico. Proceedings of the California Academy of Sciences, sér. 3, vol. 1, p. 205-308 (texte intégral).